# Геонім
Геонім — топонім містобудівних об'єктів, узагальнююче поняття для назв вулиць, майданів, ліній, алей, бульварів, доріг, набережних, провулків, проспектів, проїздів тощо, тобто для названих містобудівних об'єктів, що забезпечують транспортні та пішохідні зв'язки між житловими районами, а також між житловими районами і промисловими зонами, громадськими центрами, кварталами.